# Deadose

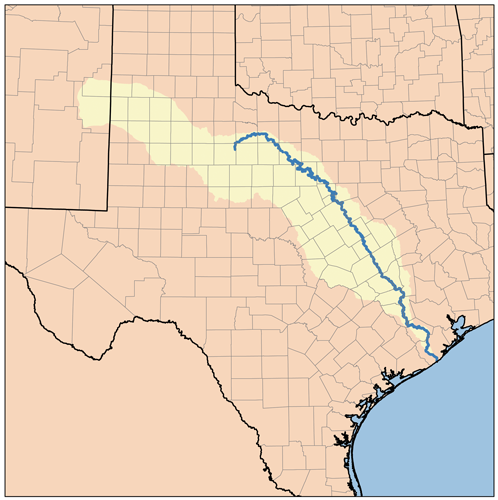
El riu Brazos i la seva conca

Els deadose eren un grup d'amerindis de l'actual Texas força relacionats amb els jumanos, yojuanes, bidais i altres grups que vivien a la Rancheria Grande del riu Brazos a l'est de Texas a començaments del segle xviii.
Com altres grups a Rancheria Grande, els deadose es van traslladar a les missions del riu San Gabriel per la dècada de 1740. Els deadose van ser juntament amb el Yojuane, mayeye i Bidai que va demanar als missioners franciscans venir i establir missions per a ells. Tanmateix molts dels deadose, igual que els bidai i akokisa només cercaven el veïnatge de les missions per comerciar amb els soldats. També havien establert xarxes comercials que s'estenien als francesos de Louisiana. En 1750 els deadose i els bidai i akokisa associats a la Missió de San Ildefonso organitzaren una aliança amb els ais, hasinais, kadohadachos, nabedaches, yojuanes, tawakonis, yatasis, kitsais, naconos i tonkawes per atacar els apatxes. Els deadose no van tornar a la missió fins a 1752.
A la missió els deadose es van barrejar en gran manera amb els akokisa i bidai.